# Álvaro Arroyo
Álvaro Arroyo Martínez (Madrid, 22 luglio 1988) è un ex calciatore spagnolo, di ruolo difensore.

## Carriera

### Club
Ha debuttato nella massima serie del campionato spagnolo con il Getafe. Il 3 giugno 2015 la società iberica annuncia che non rinnoverà il contratto in scadenza del difensore, lasciandolo così svincolato.